# Барбатенко, Иван Евграфович
Иван Евграфович Барбатенко (1860 — февраль 1890) — революционер.

## Биография
Родился в 1860 году в семье почётного потомственного гражданина.
В 1881 году поступил в Санкт-Петербургский университет, который смог окончить в 1885 году кандидатом по естественному отделению физико-математического факультета. Во время обучения, в октябре 1882 года за участие в студенческих беспорядках по постановлению университетского суда ему был сделан выговор; 16 июня 1883 года в Нижнем Новгороде был обыскан на основании агентурных сведений, что в его квартире происходили собрания членов революционного кружка; при обыске обнаружено несколько революционных изданий. Был привлечён к дознанию при Нижегородском жандармском управлении, которым установлено, что никаких сходок у него не собиралось и что вообще в политическом отношении он являлся лицом «благонадёжным». По высочайшему повелению от 30 ноября 1883 года сделано строгое внушение с подчинением его на всё время пребывания в университете особо бдительному надзору учебного начальства.
В сентябре 1888 года Барбатенко был определён исправляющим должность лаборанта химической лаборатории в Санкт-Петербургском университете, но в декабре 1889 года для лечения болезни уехал за границу. Скончался от чахотки в феврале 1890 года в Ментоне.